# 록맨 메가 월드
《록맨 메가 월드》(ロックマン メガワールド)는 캡콤이 메가 드라이브로 발매한 액션 플랫폼 게임이다. 록맨 시리즈의 패미컴으로 발매된 처음 세 게임들(록맨, 록맨 2, 록맨 3)을 리메이크한 작품으로, 마지막엔 세 게임의 특수 무기들을 전부 사용할 수 있는 전용 스테이지 와일리 타워가 수록됐다.
1994년 10월 21일 일본서 처음 출시됐고, 서양 지역에선 《메가맨: 더 와일리 워즈》(Mega Man: The Wily Wars)라는 제목으로 발매됐다. 북미 지역에선 실험적인 디지털 플랫폼 세가 채널 전용으로 발매됐다.

## 발매
일본과 유럽 지역에선 롬 카트리지로 배급됐다. 북미 지역에선 세가가 운영했던 세가 채널 온라인 서비스로만 기간 한정으로 배포됐다.
2019년 9월 19일에 발매된 콘솔 메가 드라이브 미니에 수록됐다.

## 평가
| 평가                                            |              |
| ----------------------------------------------- | ------------ |
| 평론 점수 평론사 점수 패미츠 24 out of 40 [ 8 ] |              |
| 평론 점수                                       |              |
| 평론사                                          | 점수         |
| 패미츠                                          | 24 out of 40 |